# Forum Novum
Forum Novum  fue un pequeño asentamiento sabino-romano. Como su nombre lo sugiere, probablemente surgió como un nuevo “centro de comercio” en época romana. Hoy podemos encontrar sus restos en la Fracción de  Vescovio , municipio de  Torri in Sabina  de la Provincia de Rieti en Italia.

## Datos históricos

### Asentamiento sabino
Los asentamientos de la tribu sabina en general, estaban dispersos y no se encontraban en núcleos habitacionales centralizados, como sucedió en las posteriores ciudades o pueblos romanos. En el caso de Forum Novum,  el área debió haber estado despoblada antes de la expansión romana, inclusive, los hallazgos arqueológicos más recientes muestran una casi nula existencia de edificaciones habitacionales en el asentamiento inclusive en época romana. 
Otros pueblos sabinos, como Cures y Trebula Mutuesca tuvieron su origen en la edad de hierro y permanecían habitados cuando el pueblo romano comenzó a adquirir hegemonía en el Centro de Italia, en cambio Forum Novum, debió haberse encontrado deshabitada por muy diversos motivos: una crisis económica generalizada previa a la conquista romana, falta de estructuras adecuadas a los cambiantes medios de producción, la misma expansión y predominio romano, el acaparamiento de tierras por parte familias con rango senatorial y la subsecuente disminución de la pequeña propiedad. El mismo nombre Forum Novum, sugiere que aquella localidad fue una fundación posterior a la conquista. Un “Centro de Comercio Nuevo”.

### La relación entre sabinos y romanos
Plinio el Viejo dice que los sabinos eran la gente más valiente de toda Italia. Por su parte Estrabón describe las tierras de los sabinos como extraordinariamente ricas en olivas y vides. Lo que no se puede negar es que el territorio sabino fue de mucha importancia en el desarrollo de Roma. En el caso de la Sabina Tiberina (Cures, Eretum, Trebula Mutuesca, Forum Novum) los productos agrícolas eran transportados por vía terrestre principalmente a través de la Vía Salaria y otras carreteras y también a través del río Tíber.

### Forum Novum
No se sabe cuándo Forum Novum fue fundada y los indicios arqueológicos llevan a situarla no antes de la época republicana tardía es decir en el siglo II a. C.
Los datos históricos son escasos y la mayor fuente de referencia sobre la localidad procede de inscripciones romanas, algunas encontradas en el mismo sitio. Por ellas sabemos que se encontraba construida sobre un terreno de aluvión en la confluencia de dos torrentes y el cruce de dos carreteras secundarias que la comunicaban con la Vía Flaminia y la Vía Salaria.
También se sabe por Plinio el Viejo y por el Liber Coloniarum que llegó a ser municipium probablemente en edad augustea al igual que Rieti, aunque se desconocen los motivos por los que adquirió este rango. Las inscripciones señalan que Forum Novum  es un municipio durante el reinado de Giordano III. De este municipio se hacía cargo los duoviri, es decir un magistrados romanos propuestos para la administración de las colonias, pero Forum Novum no parece haber sido nunca una colonia.
Tenía un templo dedicado a las divinidades locales, Júpiter, Venus, Mercurio, entre otros. Las inscripciones recuerdan también que había un acueducto construido por un ciudadano particular, para abastecer las fuentes y las termas.
Con los trabajos arqueológicos realizados en la zona, han aparecido los restos del foro, la basílica, algunas bodegas, el templo, monumentos funerarios, el acueducto y una gran villa con características muy interesantes.

### Vescovio
Forum Nuovum como municipium, es uno de los nuevos centros administrativos que Roma usó para gobernar sus territorios. Aunque el rol político y administrativo de este pueblo decayó durante el período romano tardío y parece haber cesado con la invasión lombarda, esta localidad continuó siendo un punto de convergencia para los territorios circundantes mediante el establecimiento de una sede episcopal a principios del siglo VI. Después del decaimiento de Cures, Forum Novum llega a considerarse Il Vescovio di Savina y la Iglesia de Santa María que domina hoy el paisaje de la localidad llevó título de Ecclesia Chathedralis Savinorum, prueba de su importancia a través del temprano Medioevo y del Medioevo. 
Cerca de la Iglesia, en la colina, son visibles los restos de un castrum domini episcopi(castillo del señor obispo) abandonado varias veces durante la Edad Media. La última vez fue en el siglo XIII antes de ser convertido en convento agustiniano.

## Trabajos Arqueológicos
Desde 1997 se han realizado investigaciones en el área de Vescovio a cargo de Vince Gaffney de la Universidad de Birmingham Helen Patterson de la Escuela Británica de Roma y Paul Roberts del Museo Británico, en colaboración con Salvatore Piro del Instituto para las Tecnologías Aplicadas a los Bienes Culturales, la Superintendencia Arqueológica del Lacio y la Provincia de Rieti.
Se ha aplicado una técnica de magnetometría y radar para sondear el terreno y más tarde se han llevado excavaciones con muy interesantes hallazgos.

### Villa Monumental
Uno de los hallazgos más sorprendentes es el de una enorme villa que cubre tres cuartos de hectárea. Ésta debió ser un edificio doméstico y probablemente la residencia de una figura pública importante o líder del área. Para la zona de Forum Novum, son sorprendentes las dimensiones de la villa comparables sólo con las de Pompeya o Sette Finestre en Toscana. Por el análisis de las técnicas constructivas, los arqueólogos proponen que la villa sea del siglo I d. C. aunque no fue construida de manera homogénea y tal vez alguna parte de ella nunca llegó a estar terminada. Un detalle significativo de la villa es que contara con un estanque tal vez para la cría de anguilas. Aspecto que sólo se encuentra en villas de personajes de muy alto nivel social.

El análisis de los elementos arqueológicos encontrados en el área, es decir: piezas de cerámica, restos de acabados arquitectónicos, cristal, monedas de Galieno (253-268d.C.), Severina esposa de Aureliano (270-275 d. C.) y Dioclesiano (284-305 d. C. ), monedas ornamentales del siglo IV , hojas de cuchilla, etc., los investigadores proponen que la Forum Novum estuvo activo hasta el siglo V y una vez abandonado colapsó naturalmente.
Pero lo más sorprendente es que además de esta villa, no se han encontrado rastros de otras construcciones para uso doméstico. Este aspecto hace que el trabajo de investigación cuestione el concepto tradicional de pueblo o ciudad romana, por lo menos aquí en Forum Novum .

### ¿Romanización sin urbanización?
Siempre se había sostenido que Forum Novum hubiese sido un pequeño pueblo sabino con un grupo estándar de edificios públicos y con poca o ningún muro defensivo. 
Los resultados de las últimas investigaciones arqueológicas revelan otra cosa, el pueblo no era simplemente pequeño, tenía solo parte del rango de edificios y zonas funcionales que se suponía debía tener un pequeño pueblo (basílica, templos, fórum etc.), depósitos, cementerio y un pequeño puerto. La villa descubierta por la investigación estaba más allá de los monumentos funerarios (mausolea) y afuera del pomerium. Esta villa fue un elemento rural y no urbano.
Forum Novum, según estas premisas, se interpreta mejor como un centro económico, político y religioso al que acude la gente pero no para vivir allí. A pesar de su estatus municipal, no es realmente un centro urbano en el sentido de requerir una población urbana, pero tampoco un pueblo fallido, pues se confirma su permanencia durante el período romano y se establece allí después, una sede episcopal.
Mientras que los romanistas mantienen la supremasía de la ciudad en el mundo romano, con Forun Novum y quizá con todos los poblados sabinos surge la pregunta sobre si estos también se ajustan al concepto de organismo urbano. La concepción de ciudad podría variar en Italia central e incluso en poblaciones cercanas a Roma.